# Капуста, Томаш
Томаш Капуста (чеш. Tomáš Kapusta; род. 23 февраля 1967, Злин, Чехословакия) — чехословацкий и чешский хоккеист, нападающий. Бронзовый призёр чемпионата мира 1993 года, трёхкратный чемпион Чехии.

## Биография
Воспитанник злинского хоккея. Дебютировал за «Злин» в чемпионате Чехословакии сезона 1983/84. В 1989 году уехал в Северную Америку, где играл в АХЛ до 1992 года. Потом Капуста долго играл в Финляндии. Вернувшись в Чехию, выигрывал чемпионат Экстралиги в 1997 и 1998 годах со «Всетином». С 1999 по 2002 год снова играл в Северной Америке за клубы низших лиг. В сезоне 2003/04 вернулся в родной «Злин» и помог клубу впервые в истории стать чемпионом Чехии. Сразу после этого завершил карьеру хоккеиста.
После окончания игровой карьеры стал тренером. Работал с юниорскими командами в США, с 2017 года является владельцем собственной команды в Сан-Диего. Также у него есть собственная хоккейная академия.

## Достижения

### Командные
Чемпион Чехии 1997, 1998, 2004
 Серебряный призёр чемпионата Европы среди юниоров 1984, молодёжного чемпионата мира 1985, 1987 и чемпионата Чехии 1999
 Бронзовый призёр чемпионата Европы среди юниоров 1985, чемпионата мира 1993 и чемпионата Финляндии 1995

### Личные
- Лучший снайпер (30 шайб) чемпионата Финляндии 1993

## Статистика
Чемпионат Чехии (Чехословакии) — 383 игры, 215 очка (78 шайб + 137 передач)
Чемпионат Финляндии — 186 игр, 151 очко (78+73)
АХЛ (AHL) — 210 игр, 181 очко (54+127)
Хоккейная лига западного побережья (WCHL) — 155 игр, 136 очков (58+78)
Объединённая хоккейная лига (UHL) — 86 игр, 86 очков (37+49)
ИХЛ (IHL) — 1 игра
Сборная Чехии — 32 игры, 3 гола
Сборная Чехословакии — 4 игры, 3 гола
Всего за карьеру — 1057 игр, 311 голов